# Perilampus prothoracicus
Perilampus prothoracicus is een vliesvleugelig insect uit de familie Perilampidae. De wetenschappelijke naam is voor het eerst geldig gepubliceerd in 1936 door Smulyan.